# Erweckungsbewegung
Als Erweckungsbewegungen werden Strömungen vor allem im Christentum bezeichnet, die ihre Existenz meist einer Welle der „Erweckung“ verdanken und die inhaltlich die Bekehrung des Einzelnen, das individuelle und das gemeinschaftliche Glaubenserlebnis sowie die praktische christliche Lebensweise, was „Leben in Gemeinschaft mit Gott“ und „in der Nachfolge Jesu“ heißt, besonders betonen. Allgemein anerkannte christliche oder konfessionelle Dogmen der Kirchen treten hinter ein „ursprünglicheres“ Verständnis eines direkt aus der Bibel entnommenen Evangeliums zurück. Erweckungsbewegungen gehen davon aus, dass ein lebendiges Christentum mit der Antwort des Menschen auf den „Ruf des Evangeliums“ zur Umkehr und zu einer geistlicher Erneuerung beginnt.
Erweckung im Sinne der Erweckungsbewegung meint meistens ein einschneidendes subjektives Erlebnis des plötzlichen Ergriffenseins durch Gott, was zu einer radikalen Kehrtwende im Leben eines Menschen und zur völligen Hingabe an Gott führen kann. Von Erweckung ist insbesondere die Rede, wenn das Phänomen dieses Erlebnisses nicht nur singulär auftritt, sondern eine Gruppe von Personen oder sogar eine ganze Region erfasst wird. Im 21. Jahrhundert werden vergleichbare kollektive Ereignisse meist eher „Geistlicher Aufbruch“ genannt.
Gedanklich fußt der Begriff auf Eph 5,14 : „Wach auf, der du schläfst, und steh auf von den Toten, so wird dich Christus erleuchten.“ Da nur der Glaube an Jesus Christus ins ewige Leben führe, sei die Existenz des Ungläubigen dem Tode geweiht. Somit erscheint die Hinwendung zum Glauben als Hinwendung zum Leben beziehungsweise, in Analogie zur Auferstehung Jesu Christi, als Erweckung vom Tode.

## Allgemeines
Kollektiv gehen Erweckungsbewegungen meist zurück auf Wellen der Erweckung, individuell auf subjektive Erweckungserlebnisse einzelner Menschen. Erweckungen werden von den davon erfassten Menschen als ein Ergriffensein (eines Menschen, einer Gruppe oder einer Region) von Gott erlebt, was sich lebensverändernd auswirkt. Charakteristisch für Erweckungsbewegungen sind daher persönliche Bekehrungen (Hinwendung, Kehrtwende und Umkehr von Menschen zu Gott), bewusst erlebter Glaube und eine bewusst gelebte Gottesbeziehung. Bekehrung und Wiedergeburt, was eine geistliche Neugeburt eines Menschen bedeutet, führen in die Heiligung und Nachfolge Christi, was oft in einer ethisch veränderten Lebensweise gemäß dem Evangelium von Jesus Christus resultiert. Die meisten Erweckungsbewegungen bildeten sich innerhalb des Protestantismus oder dessen Umfeld. Einige entstanden am Rand von etablierten Kirchen, andere als geistliche Erneuerung innerhalb bestehender kirchlicher Strukturen, wieder andere außerhalb etablierter kirchlicher Strukturen. Gewöhnlich entstanden sie als Reaktion und Gegenentwurf zur Aufklärung, zum Rationalismus und einem Christentum, das als dogmatisch fixiert, liturgisch erstarrt oder rein traditionalistisch empfunden wurde.
Eine katholische Erweckungsbewegung trat am Ende des 18. Jahrhunderts in Gestalt der Allgäuer Erweckungsbewegung in Erscheinung, Protagonisten waren Martin Boos und Johann Michael Feneberg.
Erweckungsbewegungen sind keine Randerscheinungen, sondern Massenbewegungen: Die Erweckungsbewegungen des 18. bis 20. Jahrhunderts haben jeweils zu einem starken Anwachsen der engagierten Christen in der Bevölkerung geführt. In manchen Fällen wurden dabei Kirchenferne angesprochen, in anderen Fällen Kirchenmitglieder ohne innere Beteiligung. So gab es in England innerhalb von 50 Jahren 75.000 Methodisten, in den Vereinigten Staaten wuchs ihre Zahl von 500 im Jahr 1771 auf 15.000 im Jahr 1784. Das 19. Jahrhundert begann in den Vereinigten Staaten mit 7 Prozent der Bevölkerung als Mitglied einer Kirche – hundert Jahre später waren es über 40 Prozent. Die Pfingstbewegung in Brasilien war 1960 praktisch bedeutungslos, heute umfasst sie 15 Prozent oder mehr der Bevölkerung.
Ein wesentlicher Faktor bei vielen Erweckungsbewegungen ist die Predigt, die im 18. und 19. Jahrhundert oft auf freiem Feld stattfand und Massen auch von Kirchenfernen anzog. Manche amerikanische Fernsehprediger sehen sich in der Tradition dieser alten Erweckungsprediger.
Neben der eigentlichen Evangelisation haben Erweckungsbewegungen oft auch eine starke gemeinschaftsfördernde und diakonische Ausprägung. Dazu gehören die Klassen und Armenapotheken der Methodisten ebenso wie die Gesellenvereine und Diakonissenhäuser der Erweckung in Deutschland oder die Hauskreise und das missionarische und soziale Engagement der Evangelikalen und Pfingstgemeinden besonders in Lateinamerika, Afrika und Asien.
Bei praktisch allen Erweckungsbewegungen kam es teilweise zu starken Emotionen: Leute brechen während der Predigt in Tränen aus, sind überschwänglich glücklich über ihre Bekehrung oder haben ekstatische Erlebnisse. Während diese Begleiterscheinungen in vielen Fällen von den beteiligten Predigern bejaht wurden, trafen sie insbesondere bei den Theologen der etablierten Kirchen auf massive Kritik und dienten oft als Anlass, um eine als Konkurrenz empfundene Bewegung insgesamt vorschnell zu verurteilen.
Da Erweckungsbewegungen in aller Regel unvorhergesehen und spontan auftreten und keine geplanten Phänomene sind, haben sie einen dynamischeren Verlauf und eine freiere Struktur als etablierte Kirchen. Manchen von ihnen fehlte sowohl eine sauber herausgearbeitete Erweckungstheologie als auch eine theologisch gebildete und persönlich gereifte Leiterschaft. Daher hat es auch ungesunde Entwicklungen gegeben, die in Einzelfällen bis zu totalitären Sekten wie der von Jim Jones geführt haben. Eine faire Darstellung jüngerer Erweckungsbewegungen, die spontan und chaotisch aufgetreten sind, ist teilweise schwer fassbar und beschreibbar, auch gibt es erst wenig quantitative, qualitative und interdisziplinäre Forschungsbemühungen und -ergebnisse.

## Übersicht über die verschiedenen Erweckungsbewegungen

### Reformationszeit: die radikale Reformation
Während die lutherische und zwinglische Reformation im Allgemeinen die Bevölkerung eines ganzen Staatsgebiets umfassten und daher weniger Gewicht auf die persönliche Glaubensentscheidung des Einzelnen legten, haben die Täufer (zu denen heute die Mennoniten und Hutterer zählen) und die reformierten Minderheiten in Frankreich (Hugenotten), den Niederlanden und Schottland Ähnlichkeiten mit Erweckungsbewegungen. In den Täufergemeinden ist die Erwartung der Bekehrung einer Person insofern im Gemeindeleben integriert, als die Taufe nicht Säuglingen zugestanden wird, sondern Menschen vorbehalten bleibt, die selbst freiwillig bekennen, Jesus Christus nachfolgen zu wollen. Das Alter spielt dabei eine untergeordnete Rolle. In traditionellen Freikirchen hat diese Praxis aber auch nicht verhindern können, dass Taufe und Gemeindeaufnahmen im Bereich der Familienangehörigen doch wieder Formalismen unterworfen wurden. Deshalb war Erweckung auch in den Freikirchen immer wieder ein Thema.

### 17. Jahrhundert: Puritaner, Pietismus und Quäker
Über erste Erweckungen wurde schon im 16. Jahrhundert in England und Schottland berichtet, wo puritanische Prediger unter dem Einfluss von Calvin um die Erneuerung der Staatskirche bemüht waren. Die ersten Prediger hielten schon vor 1550 Freiversammlungen ab und riefen Menschen zu Bekehrungen auf, die sich dann teilweise schon recht spektakulär ereigneten. In England war im 17. Jahrhundert die Universität von Cambridge zeitweilig in fester Hand der Puritaner, welche eine Schule von Predigern ausbildete, die in den kommenden Jahrzehnten in England, Schottland und Irland zahlreiche regionale Erweckungen auslösten. Die bedeutendsten Autoren, die im 16. und 17. Jahrhundert dieses Thema ausführlich behandelten waren Robert Fleming (1630–1694) mit seinem Werk The Fulfilling of the Scripture, Jonathan Edwards (1703–1758) mit mehreren Werken und John Gillies (1712–1796) mit seiner Abhandlung Historical Collections Relating to Remarcable Periods of Success of the Gospel.
Im deutschsprachigen Raum entwickelte sich nach dem Trauma des Dreißigjährigen Krieges der Pietismus, der sich unter anderem durch Hinwendung auf den persönlichen Glauben und eine Neuorientierung auf die Bibel auszeichnete. Eine große Rolle spielten kleinere Konventikel (heute: Hauskreise). Aus dem Pietismus entwickelten sich später unter anderem die Herrnhuter Brüdergemeine und die Franckesche Stiftungen in Halle. Aus dem kirchenkritischen Radikalen Pietismus entstanden an der Wende vom 17. zum 18. Jahrhundert die Tunker (Schwarzenau Brethren) und die Inspirierten.

### 18. Jahrhundert: Methodisten und Great Awakening
Nach der puritanischen Ära war die Erweckungsbewegung geprägt vom wesleyanischen Methodismus, initiiert von John und Charles Wesley im anglikanischen Kontext in Großbritannien. 1726 gründeten die Wesleys mit zwei weiteren Studenten den „Holy Club“, in dem sie sich zum gründlichen Bibelstudium und Gebet trafen, um ihr geistliches Leben zu vertiefen. Zudem fasteten sie, besuchten Gefangene, Kranke und Arme und spendeten alles Geld, das sie nicht zum Lebensunterhalt brauchten. Die Gruppe wurde wegen ihres methodisch geführten Gemeinschaftslebens spöttisch „Methodisten“ genannt. Im November 1729 soll am Pembroke College in Oxford eine erste große Erweckungsbewegung ausgebrochen sein, die etwas später auch nach Nordamerika übergriff.
Das Great Awakening in den amerikanischen Kolonien stand dann vorwiegend unter der theologischen Führung von Jonathan Edwards und George Whitefield im reformiert-kongregationalistischen Umfeld. Trotz der unterschiedlichen Ausgangssituationen hatten beide Bewegungen viel gemeinsam: öffentliche Predigten, oft unter freiem Himmel, persönliche Bekehrung der Einzelnen, Integration der Bekehrten in übersichtliche Gruppen, Reform des persönlichen und sozialen Lebens.

### 19. Jahrhundert: Baptisten, Methodisten, Heiligungsbewegung, Neupietismus
In den Vereinigten Staaten war das 19. Jahrhundert eine Abfolge von Erweckungsbewegungen. Anfänglich dominierten im Norden die Methodisten mit ihrem Circuit-Riders-System, wobei ein Prediger die Gemeinden eines ganzen Distrikts betreute, im Süden die Baptisten mit unabhängigen kongregationalistischen Gemeinden.
Um die Mitte des Jahrhunderts entstanden zahlreiche neue Konfessionen: in den Vereinigten Staaten das Restoration Movement mit den Disciples of Christ und den Gemeinden Christi, in England die Brüderbewegung, die Heilsarmee und die zunächst überkonfessionelle Gemeinschaft der katholisch-apostolischen Gemeinden, daneben die Siebenten-Tags-Adventisten und am theologischen Rand des Christentums die Bibelforscherbewegung sowie die Kirche Jesu Christi der Heiligen der Letzten Tage (Mormonen) und die Christliche Wissenschaft, die von der ACK beide als nichtchristlich betrachtet werden.
Auch im deutschsprachigen Raum gab es im 19. Jahrhundert eine Erweckungsbewegung. In Deutschland und der Schweiz fanden Erweckungen zum größeren Teil innerhalb der Landeskirchen statt: in Deutschland insbesondere im Siegerland und im südlichen Oberberg (Homburger Land), im Hessischen Hinterland, am Niederrhein (Pastoren Krummacher), in der Wuppertaler Gegend, in der Lüneburger Heide (Ludwig Harms), im Ravensberger Land (Johann Heinrich Volkening), in Baden (Aloys Henhöfer) und in Württemberg (Ludwig Hofacker). Im Königreich Sachsen entwickelte sich ab 1800 das Schloss Hermsdorf unter Heinrich Ludwig Burggraf zu Dohna, einem Enkel Nikolaus Ludwig von Zinzendorfs, zu einem Zentrum herrnhutisch-pietistischer Frömmigkeit und der sächsischen Erweckungsbewegung, das ab 1824 durch den neuen Besitzer Ernst Gottlob von Heynitz weitergeführt wurde. In Hamburg führte die Erweckungsbewegung zur Gründung mehrerer bis heute bestehender und überregional bekannter diakonischer Einrichtungen wie das Rauhe Haus (1833) oder die Alsterdorfer Anstalten (1850).
In der Schweiz ging die Bewegung von Basel, Genf und Bern aus. Auch innerhalb traditioneller Freikirchen wie den täuferischen Mennoniten kam es mit Entstehung der Mennonitischen Brüdergemeinden zu einer gemeindebildenden Erweckungsbewegung.
In Bern gab es durch die Heiligungsbewegung einen zweiten Aufbruch im Umfeld der Evangelischen Gesellschaft um Elias Schrenk und Franz Eugen Schlachter. Daneben entstanden auch Freikirchen; einige wurden von Rückwanderern aus den Vereinigten Staaten (Methodisten, Baptisten) gegründet, andere gingen von Missionsbewegungen wie der Chrischona-Gemeinschaft hervor.
Im französischen Lyon und an anderen Orten kam es zum Réveil. Auch in den Salons der Großbürgertums und des Adels in Paris, insbesondere in den Salons von Madame Germaine de Staël und ihrer Tochter Albertine, der Herzogin von Broglie, konnte die Erweckungsbewegung Fuß fassen. Die beiden setzten sich danach besonders gegen die Sklaverei ein. In der Provinz Hautes-Alpes war der Schweizer Wanderprediger Félix Neff eine führende Figur der Erweckungsbewegung.
Die finnische Erweckungsbewegung trug den Namen Herännäisyys (Erwachen) und wurde von dem Bauern Paavo Ruotsalainen geführt.
Für die Erweckungsbewegung sind drei Phasen auszumachen:
1. Frühzeit (1800–1815): Romantisches, nationales, überkirchliches Erfahrungschristentum.
2. Hauptzeit (1815–1830): Breitenwirkung, u. a. durch Erweckungspredigten und Traktatliteratur.
3. Spätzeit (1830–1848): Stärkere Betonung von Lehre, Bekenntnis und Konfessionen.[8]

### 20. Jahrhundert: Evangelikale, Pfingstbewegung und Charismatische Bewegung
Am Anfang des 20. Jahrhunderts kam es in den Vereinigten Staaten zu einer überkonfessionellen Strömung konservativer Christen, die insbesondere ihre Sicht der biblischen Lehre betonten. Diese Bewegung teilte sich in den 1930er Jahren in die Fundamentalisten und die Evangelikalen, die um die Mitte des Jahrhunderts durch Prediger wie Billy Graham starken Zuwachs fanden.
In den Erweckungen der Pfingstbewegung wurde der Heilige Geist, die Erfüllung eines Gläubigen mit dem Heiligen Geist und die Gaben des Heiligen Geistes wiederentdeckt. Diese Bewegung nahm um die Jahrhundertwende in Kalifornien ihren Anfang (Azusa Street Revival 1906) und verbreitete sich in der zweiten Hälfte des zwanzigsten Jahrhunderts über alle Kontinente, und dabei vor allem in Lateinamerika, Afrika südlich der Sahara, Korea und den Vereinigten Staaten. Während sie in Europa eher eine Randerscheinung ist, umfasst sie in der Dritten Welt einen großen Teil des christlichen Zuwachses der letzten fünfzig Jahre.
Neben den zahlreichen selbständigen oder lose verbundenen Pfingstkirchen hat die Pfingstbewegung auch ihre Parallele innerhalb der Großkirchen, die Charismatische Bewegung, die, im Gegensatz zu den meisten früheren Erweckungsbewegungen, auch in der katholischen Kirche Zulauf hat.
Die Erweckungsbewegungen in den Volkskirchen stehen zum Teil in einer Spannung zu kirchlicher Tradition, während sie zu einem anderen Teil die Glaubenstraditionen der Kirche neu betonen. In der Folge von Erweckungsbewegungen entstehen sowohl innerkirchliche Gemeinschaften wie auch unabhängige Gemeinden.

### Übersichtsdarstellungen
- Gustav Adolf Benrath, Reinhard Deichgräber, Walter J. Hollenweger: Erweckung/Erweckungsbewegung I. Historisch II. Dogmatisch III. Praktisch-theologisch. In: Theologische Realenzyklopädie. Bd. 10. De Gruyter, Berlin 1982, S. 205–227.
- Erich Beyreuther: Die Erweckungsbewegung (= Die Kirche in ihrer Geschichte. Band 4, Lieferung R, Teil 1). Vandenhoeck & Ruprecht, Göttingen 1963 (2. Aufl. 1977)
- Erich Beyreuther: Erweckungsbewegung. In: RGG3. Bd. 2, Sp. 631 ff.
- Wolfgang Breul und Jan Carsten Schnurr (Hrsg.): Geschichtsbewusstsein und Zukunftserwartung in Pietismus und Erweckungsbewegung, Vandenhoeck & Ruprecht, Göttingen 2013.
- Stephan Holthaus: „Heil – Heilung – Heiligung“. Die Geschichte der deutschen Heiligungs- und Evangelisationsbewegung (1874–1909). TVG Brunnen, Gießen 2005, ISBN 3-7655-9485-7.
- Friedrich Wilhelm Kantzenbach: Die Erweckungsbewegung. Studien zur Geschichte ihrer Entstehung und ersten Ausbreitung in Deutschland. Freimund, Neuendettelsau 1957.
- Thomas K. Kuhn: Religion und neuzeitliche Gesellschaft. Studien zum sozialen und diakonischen Handeln in Pietismus, Aufklärung und Erweckungsbewegung (= Beiträge zur historischen Theologie. Bd. 122). Mohr (Siebeck), Tübingen 2003, ISBN 3-16-148169-0.
- Thomas K. Kuhn, Veronika Albrecht-Birkner (Hrsg.): Zwischen Aufklärung und Moderne. Erweckungsbewegungen als historiographische Herausforderung (= Religion – Kultur – Gesellschaft. Studien zur Kultur- und Sozialgeschichte des Christentums in Neuzeit und Moderne. Bd. 5). LIT-Verlag, Münster 2017, ISBN 978-3-643-13156-0.
- Iain H. Murray Die Hoffnung der Puritaner. Erweckung, Mission und Prophetieverständnis. Reformatorischer Verlag Beese, Hamburg 1999, ISBN 3-928936-14-X.
- Jan Carsten Schnurr: Erweckungsbewegung. In: Wolfgang Breul und Thomas Hahn-Bruckart (Hrsg.): Pietismus Handbuch. Mohr Siebeck, Tübingen 2021, ISBN 3-16-153952-4, S. 615–625.
- William Reginald Ward: The Protestant Evangelical Awakening. Repr. University Press, Cambridge 1994.
- verschiedene Artikel im Jahrbuch Pietismus und Neuzeit. Bd. 1 ff. Vandenhoeck & Ruprecht, Göttingen, 1974 ff. ISSN 0172-6943, historisch orientiert.

### Einzelbeispiele
- Gustav Adolf Benrath: Die Verbreitung und Entfaltung der Erweckungsbewegung in Baden 1840–1860. In: Udo Wennemuth (Hrsg.): Mission und Diakonie, Kultur und Politik. Vereinswesen und Gemeinschaften in der evangelischen Kirche in Baden im 19. Jahrhundert (= Veröffentlichungen des Vereins für Kirchengeschichte in der Evangelischen Landeskirche in Baden. Band 59). PV-Medien, Karlsruhe 2004, ISBN 3-87210-915-4, S. 1–71.
- Gustav Adolf Benrath: Die Erweckungsbewegung in der Pfalz 1818–1871. In: Ders.: Reformation – Union – Erweckung. Beispiele aus der Kirchengeschichte Südwestdeutschlands, hrsg. von Klaus Bümlein, Irene Dingel, Wolf-Friedrich Schäufele. Vandenhoeck & Ruprecht, Göttingen 2011, bei DNB ISBN 3-525-10110-4, S. 305–352.
- John B. Boles: The Great Revival. Beginnings of the Bible Belt. Lexington/KY 1996, ISBN 0-8131-0862-4.
- Hildebrand Dussler: Johann Michael Feneberg und die Allgäuer Erweckungsbewegung. Ein kirchengeschichtlicher Beitrag aus den Quellen zur Heimatkunde des Allgäus (= Allgäuer Heimatbücher. 62. Band). Verlag für Heimatpflege Kempten (Allgäu), Kempten (Allgäu) 1959.
- Karsten Ernst: Auferstehungsmorgen. Heinrich A. Chr. Hävernick. Erweckung zwischen Reformation, Reaktion und Revolution. Brunnen, Gießen 1997, ISBN 3-7655-9420-2.
- Siegfried Hermle (Hrsg.): Kirchengeschichte Württembergs in Porträts. Pietismus und Erweckungsbewegung. Hänssler, Holzgerlingen 2001, ISBN 3-7751-3704-1.
- Iain H. Murray: Revival and Revivalism. The Making and Marring of American Evangelicalism. 1750–1858. Banner of Truth Trust, Edinburgh 1994.
- Nicholas M. Railton: Transnational Evangelicalism. The case of Friedrich Bialloblotzky (1799–1869) (= Arbeiten zur Geschichte des Pietismus. Bd. 41). Vandenhoeck & Ruprecht, Göttingen 2002.
- Urs Schmid: Amerikanische Heiligungsbewegung und Gemeinschaftsbewegung in Deutschland, Dissertation, Theologische Fakultät Universität Basel, Basel 2002; Fromm Verlag, 2018, ISBN 978-620-2-44298-5.
- Gerhard Schwinge: Jung-Stilling als Erbauungsschriftsteller der Erweckung. Eine literatur- und frömmigkeitsgeschichtliche Untersuchung seiner periodischen Schriften 1795–1816 und ihres Umfelds (= Arbeiten zur Geschichte des Pietismus. Bd. 32). Vandenhoeck & Ruprecht, Göttingen 1994.
- Christine Stuber: „Eine fröhliche Zeit der Erweckung für viele“. Quellenstudien zur Erweckungsbewegung in Bern 1818–1831 (= Basler und Berner Studien zur historischen und systematischen Theologie. Bd. 69). 2. Aufl. Lang, Bern 2002, ISBN 3-906768-56-2.[9]
- Gerlinde Viertel: Anfänge der Rettungshausbewegung unter Adelberdt Graf von der Recke-Volmerstein (1791–1878). Eine Untersuchung zu Erweckungsbewegung und Diakonie (= Schriften des Vereins für Rheinische Kirchengeschichte. Bd. 110). Rheinland-Verlag, Köln 1993.